# 1894 v loďstvech
Tento článek obsahuje významné události v oblasti loďstev v roce 1894.

## Události
- 8. června – Japonci vylodili první z 4000 vojáků u Inčchonu
- 18. července – viceadmirál Sukejuki Itoh se stal prvním vrchním velitelem nově založeného Spojeného loďstva
- 17. září – Bitva u řeky Jalu: vítězství japonského Spojeného loďstva nad loďstvem čchingské Číny

## Lodě vstoupivší do služby
- 1894 –  Amiral Charner a Chanzy – pancéřové křižníky třídy Amiral Charner

- únor –  HMS Centurion – predreadnought třídy Centurion

- březen –  HMS Revenge – predreadnought třídy Royal Sovereign

- duben –  HMS Repulse – predreadnought třídy Royal Sovereign

- 23. dubna –  USS Columbia (C-12) – chráněný křižník třídy Columbia

- 29. dubna –  SMS Kurfürst Friedrich Wilhelm – predreadnought třídy Brandenburg

- červen –  HMS Royal Oak – predreadnought třídy Royal Sovereign

- červen –  HMS Barfleur – predreadnought třídy Centurion

- 2. srpna –  Vizcaya – pancéřový křižník třídy Infanta María Teresa

- 14. října –  SMS Weißenburg – predreadnought třídy Brandenburg

- 13. prosince –  USS Minneapolis (C-13) – chráněný křižník třídy Columbia

- Georgij Podebonoscev – bitevní loď třídy Jekatěrina II.